# تون لوكوف
تون لوكوف (بالهولندية: Ton Lokhoff)‏ (25 ديسمبر 1959 ببريدا في هولندا - ) هو مدرب كرة قدم ولاعب كرة قدم هولندي في مركز الوسط. شارك مع منتخب هولندا لكرة القدم. أما مع النوادي، فقد لعب مع فاينورد ونادي آيندهوفن وناك بريدا ونيم أولمبيك.

## مسيرته الكروية
لعب تون لوكوف خلال مسيرته الاحترافية مع 4 أندية في تسعة عشر موسمًا وسجل خلالها 79 هدفًا ضمن 525 مباراة. حيث فاز في موسم واحد بالكأس وفي موسم واحد بالدوري.
خاض تون لوكوف مسيرته مع نادي ناك بريدا في موسم 1978–79 في المرة الأولى ليلعب معه أربعة مواسم ثم في موسم 1990–91 ليلعب معه ستة مواسم، مشاركًا طوالها في 257 مباراة سجل خلالها 40 هدف. ثم انتقل إلى نادي آيندهوفن في موسم 1982–83 ليلعب معه أربعة مواسم، حيث شارك في 126 مباراة سجل خلالها 19 هدفًا. لينتقل بعدها إلى نادي نيم أولمبيك في موسم 1986–87 ولمدة موسمين، مشاركًا في 63 مباراة سجل خلالها 13 هدفًا. ثم انتقل إلى نادي فاينورد في موسم 1988–89 واستمر معه طيلة ثلاثة مواسم، مشاركًا في 79 مباراة سجل خلالها 7 أهداف.

## وصلات خارجية
- تون لوكوف على موقع قاعدة بيانات كرة القدم.إي يو (الإنجليزية)
- تون لوكوف على موقع ناشيونال فوتبول تيمز (الإنجليزية)
- تون لوكوف على موقع Soccerway.com (الإنجليزية)
- تون لوكوف على موقع عالم كرة القدم.نت (الإنجليزية)